# Begonia duncan-thomasii
Begonia duncan-thomasii là một loài thực vật thuộc họ Begoniaceae. Đây là loài đặc hữu của Cameroon. Môi trường sống tự nhiên của chúng là vùng núi ẩm nhiệt đới hoặc cận nhiệt đới và vùng nhiều đá. Chúng hiện đang bị đe dọa vì mất môi trường sống.